# مات ويلسون
مات ويلسون (بالإنجليزية: Matt Wilson)‏ (1 يناير 1842 - 20 مايو 1897) هو لاعب كرة قدم أيرلندي شمالي سابق كان يلعب كمدافع، لعب خلال مسيرته 26 مباراة.

## مسيرته

### مسيرته مع المنتخبات الوطنية
- 1884 - 1884 لعب مع منتخب أيرلندا لكرة القدم 3 مباريات.

### مسيرته مع الأندية
- 1881 - 1887 لعب مع ليسبورن ديستليري 23 مباراة.

## روابط خارجية
- مات ويلسون على موقع قاعدة بيانات كرة القدم.إي يو (الإنجليزية)
- مات ويلسون على موقع ناشيونال فوتبول تيمز (الإنجليزية)